# Đồng bằng Tuy Hòa
Cánh đồng Tuy Hòa là một đồng bằng ven biển do phù sa sông Đà Rằng bồi đắp nên. Đây là đồng bằng lớn nhất ở Nam Trung Bộ, Việt Nam.
Đồng bằng Tuy Hòa có diện tích chừng 215 km². Nhờ có hệ thống thủy nông đập Đồng Cam tưới tiêu nên đồng lúa Tuy Hòa luôn tươi tốt; mỗi năm canh tác 3 vụ lúa. Tuy Hòa trở thành vựa lúa lớn nhất Nam Trung Bộ với năng suất bình quân đạt trên 60 tạ/ha, sản lượng hàng năm ước đạt trên 300.000 ngàn tấn.